# 1461年
| 千纪： | 2千纪 |
| 世纪： | 14世纪 \| 15世纪 \| 16世纪                                                                                 |
| 年代： | 1430年代 \| 1440年代 \| 1450年代 \| 1460年代 \| 1470年代 \| 1480年代 \| 1490年代                           |
| 年份： | 1456年 \| 1457年 \| 1458年 \| 1459年 \| 1460年 \| 1461年 \| 1462年 \| 1463年 \| 1464年 \| 1465年 \| 1466年 |
| 纪年： | 辛巳年（蛇年）；明天顺五年；越南光順二年；日本寬正二年                                                     |

## 大事记
- 中國
  - 曹石之變。
- 欧洲
  - 法国国王路易十一继位。
  - 薩拉熱窩建城。
  - 3月28日——英国玫瑰战争：陶顿战役。
  - 6月4日——爱德华四世加冕为英国国王。
  - 8月15日——特拉布宗的希腊军队向奥斯曼帝国投降，所有拜占庭帝国的遗留国家全部被奥斯曼帝国消灭。

## 出生
- 8月5日——亞歷山大·亞盖隆契克，波兰国王和立陶宛大公（逝世于1506年）

## 逝世
- 曹吉祥，明朝宦官。
- 7月22日——查理七世，法國國王（1403年2月22日出生）